# Naissance en 1182
Naissance
- 1178
- 1179
- 1180
- 1181
- 1182
- 1183
- 1184
- 1185
- 1186

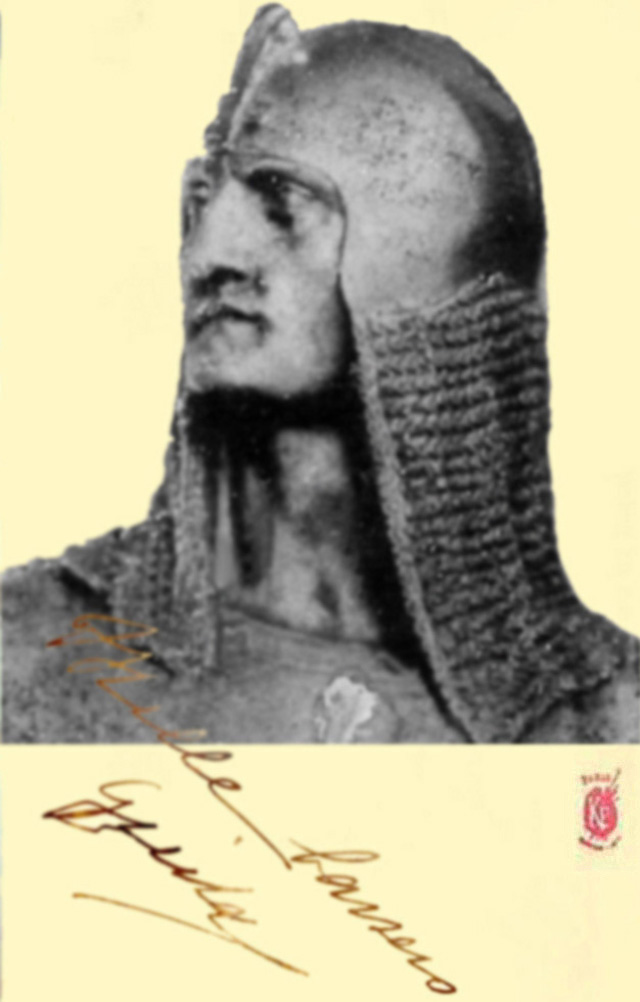
Enguerrand III de Coucy, né en 1182.

Cette page dresse une liste de personnalités nées au cours de l'année 1182 :
- 11 septembre : Minamoto no Yoriie, second shogun du shogunat de Kamakura au Japon.

- Accursius, jurisconsulte italien.
- Alexis IV Ange, futur empereur byzantin associé.
- Bohémond de Sicile, prince normand du royaume de Sicile, de la dynastie Hauteville.
- Éléonore d'Aragon, princesse d'Aragon et comtesse de Toulouse.
- Enguerrand III de Coucy, seigneur de Coucy, de Condé, de La Fère, de Marle, de Crépy et de Vervins, comte de Roucy et comte du Perche.
- Fujiwara no Tomoie, poète et courtisan japonais.
- Lutgarde de Tongres, religieuse française.
- Sakya Pandita Kunga Gyeltsen, ou Kunga Gylatshan Pal Zangpo, 4e des cinq Maîtres fondateurs de l’école Sakyapa du Tibet et 6e Sakya Trizin, puis conseiller bouddhiste du prince Godan.

date incertaine (vers 1182)
- Alexis Ier de Trébizonde, premier empereur de Trébizonde.
- Constance de Portugal, ou Constance de Sánchez de Portugal, infante portugaise.

## Crédit d'auteurs
- Cet article est partiellement ou en totalité issu de l'article intitulé « 1182 » (voir la liste des auteurs).